# 栞菜智世
栞菜 智世（かんな ちせ、1994年1月14日 - ）は、日本の歌手。本名、非公表。2019年より若菜（わかな）の芸名で歌手、女優として活動する。
福島県いわき市出身。ホリプロ、ワイツーを経てTEMISU Agency所属。第39回ホリプロタレントスカウトキャラバングランプリ。かつての所属レコード会社はユニバーサルミュージック。

## 略歴

### デビューまで
幼いころよりSPEEDを真似て歌って踊るのが好きで、中学時代の合唱コンクールや高校時代に友人と行ったカラオケをきっかけに、将来は特技の歌を活かしていけたらと夢を抱くようになった。高校まで福島県いわき市で生活し2011年の東日本大震災を経験、高台にあった自宅は津波の被害を免れたものの、地震発生時には高校の校庭が割れてしまう様子を目の当たりにするなど、困難な状況に置かれた時に支えとなった音楽の力を実感したという。
高校時代はグラビアなどタレントとして活動し、神奈川県内の女子大学の文学部へ進学して3年に在学中の2014年、就職を目前に控えて「最後のチャンス」と反対する母親も説き伏せて第39回ホリプロタレントスカウトキャラバン「Singer☆Actress Audition 〜美唱女〜」に応募。“ドラマで主演をして、主題歌も歌う”ような歌唱力のある女優の発掘を目的として開催された同オーディションにて、決選大会においてシェネルの「Believe」を歌い圧倒的な声量と伸びのある歌声を披露して3万8628人の応募者の中から満場一致でグランプリに選出、ホリプロへの所属と女優デビューならびにクリエイター集団「agehasprings」のプロデュースによるCDデビューが決定した。実行委員長からは「とにかく歌唱力が抜群。最終的には、ドラマで主演を張って、主題歌も歌うようになってもらいたい」と評された。「道しるべ」の意の「栞」（しおり）や本名にも含まれる「菜」の字を入れ、総画数による画数占いから「世界へ飛び出す」という意も込めて、芸名は栞菜 智世（かんな ちせ）に決定した。
オーディションまでは自己流で本格的なレッスンを受けた経験がなかったことから、グランプリ獲得後はメディア出演など控えて表舞台には一切立たずに本格派歌手を目指してボイストレーニングを重ね、発声方法や腹式呼吸、喉の使い方などを基礎から学んだ。約1年間のボイストレーニングを経て、ボイストレーナーから「同じ声質のまま2オクターブ出すことができる」と天性の才能を絶賛された音域の広さに、歌声の芯の強さが加わった。さらに2015年10月からは代々木公園など東京都内で10回以上、路上ライブに立ち歌唱力を磨いた。初めて路上ライブに立った時は1人も立ち止まってもらえずに帰宅して悔し涙を流したが、あらためて「栞菜智世」としての個性や歌い方、イメージ、雰囲気など見つめ直し試行錯誤を重ねることで、次第に立ち止まってくれる人も増えたという。

### デビュー
2016年春に大学を卒業し、同年3月にシングル「Hear 〜信じあえた証〜」で歌手としてユニバーサルミュージックよりメジャーデビュー。同楽曲は同月公開の映画『僕だけがいない街』の主題歌に採用され、「大型新人」「本格派歌姫」「和製セリーヌ・ディオン」などとして注目を集めた。楽曲プロデュースを手掛けた「agehasprings」代表・玉井健二はその歌声を「初めて知る痛みのような感触と、ずっと待ちこがれていたような響きが混在する掛け値なく唯一無二と呼べる歌声」と評した。
8月にはセカンドシングル「Blue Star」をリリースし、同月末の宗像フェス 〜World Heritage Munakata〜で初日のオープニングアクトを務めて大型フェスに初出演。11月リリースの3曲目のシングル「Heaven's Door 〜陽のあたる場所〜」はホリプロタレントスカウトキャラバンの先輩である石原さとみが主演を務めるテレビドラマ『地味にスゴイ! 校閲ガール・河野悦子』の主題歌に採用された。12月にはファーストアルバムとなる『blue moon』をリリースした。
デビューから当面の間は歌手活動に専念し、「老若男女を問わず、多くの人に歌を届けられるアーティスト」を目標に、日本武道館やNHK紅白歌合戦、日本レコード大賞などのステージを目指すとしていたが、2017年に入ると活動を休止。6月までに公式サイトは閉鎖され、所属事務所および所属レコード会社の公式プロフィールならびに公式SNSはすべて削除された。

### 活動再開
約2年間の休養期間を経て家族や友人など周囲から「もう1回やりたいという気持ちがちょっとでもあるのなら、絶対に歌をやったほうがいい」「若菜はもう一度ステージに立つべき人間だと思うよ」などと声をかけられたことで「もう一度チャレンジしてみたい」という気持ちが芽生え、2019年より本名に由来する若菜（わかな）の芸名で歌手、女優として活動を再開。同年2月よりワイツーに所属した。コバソロのYouTubeチャンネル「kobasolo」にてカバー楽曲に参加し、5月にkobasolo&若菜としてカバーシングル「歌うたいのバラッド」を配信リリースした。一方で、3月にはNoisyCell「透明」のミュージックビデオに出演、翌4月にはAbemaTVの配信ドラマ『御曹司ボーイズ』に出演した。
7月にはシンガーソングライター・若菜としてNoisyCellのRyoサウンド・プロデュースによるデビューシングル「柳火」を配信リリース、9月にはセカンドシングル「月 -TUKI-」を配信リリースして初のワンマンライブ「beyond the lights 〜 若菜' First LIVE 2019」を開催した。
2022年7月よりTEMISU Agencyに所属を変更。
同年11月末、所属事務所が契約解除を発表。

## 人物
身長は156cm（2019年現在）、スリーサイズはB72cm、W56cm、H81cm、靴のサイズは22.5cm。
血液型はB型。
特技はダンス、趣味はサウナ。
野球好きで、家族と車で福島から東京ドームに通ったほどの生粋の巨人ファン。高校時代には野球が見られるからとチアガール部に所属し、副部長を務めた。
大学では心理コミュニケーションを専攻し、他学科の授業で語学、哲学、国際交流なども学んだ。

## ディスコグラフィ

### シングル
|     | 発売日        | タイトル                         | 規格品番                                | 収録曲 | 備考                          |
| --- | ------------- | -------------------------------- | --------------------------------------- | --- | ----------------------------- |
| 1st | 2016年3月16日 | Hear 〜信じあえた証〜            | UPCH-89261:初回限定盤 UPCH-80423:通常盤 | 1. Hear 〜信じあえた証〜 [5:59] 【作詞:濱名琴/作曲:野間康介/編曲:百田留衣】 2. Little Sunshine [5:09] 【作詞:田中秀典/作曲:中野領太/編曲:南田健吾】 3. Hear 〜信じあえた証〜(Instrumental) 4. Little Sunshine (Instrumental) 初回限定盤DVD 1. Hear 〜信じあえた証〜Music Video                                                             | オリコン最高149位 登場回数1回 |
| 2nd | 2016年8月24日 | Blue Star                        | UPCH-89286:初回限定盤 UPCH-80439:通常盤 | 1. Blue Star [5:40] 【作詞:Sarari Matsubara/作曲:矢田亨/編曲:玉井健二,飛内将大】 2. After the rain [4:19] 【作詞:濱名琴/作曲:浅見武男/編曲:玉井健二,山﨑佳祐】 3. Blue Star (Instrumental) 4. After the rain (Instrumental) 初回限定盤DVD 1. Blue Star (Music Video)                                                                       | オリコン圏外                  |
| 3rd | 2016年11月9日 | Heaven's Door 〜陽のあたる場所〜 | UPCH-89307:初回限定盤 UPCH-80449:通常盤 | 1. Heaven's Door 〜陽のあたる場所〜 [4:13] 【作詞:玉井健二,HiRO,前澤希/作曲:南田健吾/編曲:大西省吾,玉井健二】 2. Bye Bye [4:57] 【作詞:岸井セイカ/作曲:釣俊輔/編曲:釣俊輔,玉井健二】 3. Heaven's Door 〜陽のあたる場所〜 (Instrumental) 4. Bye Bye (Instrumental) 初回限定盤DVD 1. Heaven's Door 〜陽のあたる場所〜 (Photo Shooting Movie) | オリコン最高116位 登場回数2回 |

### シングル（配信）
Kobasolo
|     | 配信日        | タイトル           | 規格品番 | 収録曲                                                                                                 | 備考 |
| --- | ------------- | ------------------ | -------- | --- | ---- |
| 1st | 2019年5月28日 | 歌うたいのバラッド |          | 1. 歌うたいのバラッド feat. 若菜 2. 僕が一番欲しかったもの feat. 若菜 3. 残酷な天使のテーゼ feat. 若菜 |      |

若菜
|     | 配信日        | タイトル  | 規格品番 | 収録曲                                                                          | 備考 |
| --- | ------------- | --------- | -------- | ------------------------------------------------------------------------------- | ---- |
| 1st | 2019年7月9日  | 柳火      |          | 1. 柳火 [3:47] 【作詞：若菜、Ryo from NoisyCell/作曲：Ryo from NoisyCell】      |      |
| 2nd | 2019年9月28日 | 月 -TUKI- |          | 1. 月 -TUKI- [4:23] 【作詞：若菜、Ryo from NoisyCell/作曲：Ryo from NoisyCell】 |      |

### アルバム
|     | 発売日        | タイトル  | 規格品番                                                  | 収録曲 | 備考                          |
| --- | ------------- | --------- | --------------------------------------------------------- | --- | ----------------------------- |
| 1st | 2016年12月7日 | blue moon | UPCH-29243:初回限定盤 [CD+DVD] UPCH-20442:通常盤 [CDのみ] | 1. Hear 〜信じあえた証〜 2. Margaret 3. Heaven's Door 〜陽のあたる場所〜 4. Blue Star 5. Bestie 6. A little girl 7. Why? 8. blue moon 9. Little Sunshine 10. I&I 初回限定盤DVD 1. Hear 〜信じあえた証〜 (Music Video) 2. Blue Star (Music Video) 3. Heaven’s Door 〜陽のあたる場所〜 (Music Video) | オリコン最高157位 登場回数1回 |

## ミュージックビデオ
| 監督       | 曲名                                                                          |
| 関和亮     | 「Hear 〜信じあえた証〜」                                                     |
| 坂本あゆみ | 「Blue Star (edit ver.)」(出演:おのののか)                                    |
| 永田琴     | 「Heaven’s Door 〜陽のあたる場所〜」 - YouTube （出演：古川雄輝、中村ゆりか） |

## タイアップ
| 曲名                             | タイアップ                                                                                            |
| -------------------------------- | --- |
| Hear 〜信じあえた証〜            | 映画『僕だけがいない街』（2016年3月19日公開）主題歌                                                   |
| Heaven's Door 〜陽のあたる場所〜 | 日本テレビ系ドラマ『地味にスゴイ! 校閲ガール・河野悦子』（2016年10月5日スタート、日本テレビ系）主題歌 |

## 出演

### DVD
- 生田若菜「ボクの太陽」（2011年11月25日）JAN：4560207766520

### イベント
- 宗像フェス 〜World Heritage Munakata〜（2016年8月28日、神湊海水浴場 特設野外ステージ） - オープニングアクト[23]
- Girls Award 2016 AUTUMN/WINTER（2016年10月8日、代々木第一体育館） - オープニングアクト[17]

### ミュージックビデオ
- NoisyCell「透明」（2019年3月6日）[28]
- 堂村璃羽「LIFE」（2020年2月25日）

### 配信ドラマ
- 御曹司ボーイズ（2019年4月28日 - 6月10日、AbemaTV） - 仁美 役

### 配信番組
- 恋愛ドラマな恋がしたい〜Bang Ban Love〜（2020年1月25日 - 4月11日、ABEMA） - わかな 役